# Riesgo de mercado
El riesgo de mercado es el riesgo a las pérdidas del valor de un activo asociado a la fluctuación de su precio en el mercado.

## Tipos
Algunos riesgos de mercado incluyen:
- Riesgo de renta variable, el riesgo de que el precio de acciones o índices bursátiles (p. ej. Euro Stoxx 50, etc.) y/o su volatilidad implícita cambiarán.
- Riesgo de tipo de interés, el riesgo de que el precio del tipo de interés (p. ej. Libor, Euribor, etc.) y/o su volatilidad implícita cambiarán.
- Riesgo cambiario, el riesgo de que los tipos de cambio (p. ej. EUR/USD, EUR/GBP, etc.) y/o su volatilidad implícita cambiarán.
- Riesgo de mercancía, el riesgo de que el precio de una mercancía (p. ej. maíz, cobre, petróleo, etc.) y/o su volatilidad implícita cambiarán.

## Gestión de riesgos
Todas las empresas asumen riesgos sobre la base de dos factores: la probabilidad de que una circunstancia adversa sucederá en el futuro y el costo de dicha circunstancia adversa. La gestión de riesgos es el estudio de cómo controlar los riesgos y equilibrar la posibilidad de beneficios.

## Cálculo
Al igual que con otras formas de riesgo, la pérdida potencial debido al riesgo de mercado se puede medir de diferentes formas. Tradicionalmente, una convención es utilizar el valor en riesgo (VaR). La utilización del VaR es convencionalmente aceptado en la práctica de gestión de riesgo a corto plazo.
Aun así, el VaR contiene un número de suposiciones limitativas que apremian su exactitud. La primera suposición es que la composición de la cartera se mantiene sin cambios durante el periodo de estudio. Durante horizontes temporales cortos, esta suposición limitativa es a menudo considerada como razonable. Sin embargo, sobre horizontes de tiempo más amplios, muchas de las posiciones de una cartera pueden haber cambiado. Por lo cual un VaR sin cambios en la cartera deja de tener utilidad.
Los enfoques de variación de la covarianza y simulación histórica para calcular el VaR también asumen que las correlaciones históricas son estables y no van a cambiar en el futuro o no van a tener desajustes en momentos de tensión de los mercados.

## Países

### Estados Unidos
En los Estados Unidos, un apartado sobre el riesgo de mercado es mandataria por el SEC en sus reportes anuales. Allí, la empresa tiene que detallar cómo su rendimiento puede depender directamente en mercados financieros.